# Die Jagd
Die Jagd (Jakten) är en opera med musik av Johann Adam Hiller. Den är i form av ett Singspiel i tre akter. Librettot av Christian Felix Weiße bygger på pjäserna La Partie de chasse de Henri IV av Charles Collé och The King and the Miller of Mansfield av Robert Dodsley. Operan hade premiär på Schlosstheater i Weimar den 29 januari 1770. Die Jagd anses som en av mest betydande av de tidiga Singspiele. Den beundrades av Johann Wolfgang von Goethe och Richard Wagner.

## Personer
| Roller              | Stämma  | Premiärbesättning den 29 januari 1770 Dirigent: Johann Adam Hiller |
| ------------------- | ------- | ------------------------------------------------------------------ |
| Kungen              | bas     |                                                                    |
| Michel              | tenor   |                                                                    |
| Marthe              | sopran  |                                                                    |
| Röschen             | sopran  |                                                                    |
| Hännchen            | sopran  |                                                                    |
| Christel            | tenor   |                                                                    |
| Töffel              | bas     |                                                                    |
| Greve Schmetterling | talroll |                                                                    |
| Treuwerth           | talroll |                                                                    |
| Gürge               | talroll |                                                                    |
| Quaas               | talroll |                                                                    |

## Handling

### Akt 1
Bonden Michel tillåter inte att dottern Röschen får gifta sig med Töffel innan det mystiska försvinnandet med hans son Christels fästmö Hännchen är löst.

### Akt 2
Hännchen återvänder och förklarar att hon blev kidnappad av greve Schmetterling. En storm tvingar alla att ta skydd, inklusive medlemmarna i kungens jaktsällskap.

### Akt 3
Kungen söker skydd i Michels hus men säger inte vem han är. Hännchen känner igen en greven som den som kidnappade henne. Kungen avslöjar sin rätta identitet, bannar greven och belönar Michel och dennes familj.